# ウィーナー・ノイシュタット
ウィーナー・ノイシュタット（独: Wiener Neustadt  発音, 洪: Bécsújhely）は、ニーダーエスターライヒ州の都市。ウィーンの南方に位置し、郡（Bezirk; 行政管区）に属さない憲章都市（Statutarstadt）である。またウィーナー・ノイシュタット＝ラント郡の郡庁が置かれている。直訳は「ウィーンの新しい町」である。
なお都市名は標準ドイツ語では「ヴィーナー・ノイシュタット」に近い。

## 歴史
1242年、ワールシュタットの戦いから、モンゴル帝国軍の支隊がこの地の攻略戦に向けられていたが、カラコルムの皇帝オゴデイの急死により危機を免れた。
1909年、市の北部に飛行場が完成、1911年にオーストリア初となるフライトが行なわれた。
第二次世界大戦ではオーストリア最大の爆撃を受けて市の80%が破壊され、アメリカの爆撃で数千人の市民が死亡した。1946年、街の復興のために市当局は市民に自発的に協力するよう呼びかけた結果、数千トンのがれきが片付けられる。
1955年、オーストリア国家条約が結ばれ、オーストリアが連合国の占領から完全に独立したときに、オーストリア最大の被害を受けたこの都市の復興事業も終わっていた。

## 友好都市
- モンハイム・アム・ライン、ノルトライン＝ヴェストファーレン州、ドイツ 1971年
- デゼンツァーノ・デル・ガルダ、ブレシア県、イタリア 2002年
- ハルビン市、黒竜江省、中国 2006年

## 有名な出身者
- フリードリヒ2世 - バーベンベルク家最後の第5代オーストリア公
- マクシミリアン1世 - 神聖ローマ皇帝
- レオポルト・ヴィルヘルム・フォン・エスターライヒ - 貴族・軍人
- アルブレヒト・フォン・エスターライヒ - スペイン領ネーデルラント君主
- マクシミリアン3世・フォン・エスターライヒ - ドイツ騎士団総長
- ルイーゼ・ピエヒ - 実業家
- ヨハン・バプティスト・シェンク - 作曲家
- フェルディナント・アントン・エルンスト・ポルシェ - 実業家
- フリッツ・マハループ - 経済学者
- ヨーゼフ・マティアス・ハウアー - 作曲家
- カール・メルカツ - 俳優
- ミヒャエル・ハネケ - 映画監督。ミュンヘン出身
- ヴェルナー・シュラガー - 卓球選手
- ドミニク・ティーム - プロテニスプレイヤー 2018年2019年全仏オープン準優勝